# ألكس بيرنجوير
ألكس بيرنجوير (بالإسبانية: Alejandro Berenguer Remiro)‏ هو لاعب كرة قدم إسباني، ولد في 4 يوليو 1995 في بنبلونة في إسبانيا. لعب مع أوساسونا ب وأوساسونا و حالياً يلعب لنادي أتلتيك بيلباو.

## وصلات خارجية
- ألكس بيرنجوير على موقع الاتحاد الأوربي (الإنجليزية)
- ألكس بيرنجوير على موقع إي إس بي إن إف سي (الإنجليزية)
- ألكس بيرنجوير على موقع قاعدة بيانات كرة القدم.إي يو (الإنجليزية)
- ألكس بيرنجوير على موقع Soccerbase.com (لاعب) (الإنجليزية)
- ألكس بيرنجوير على موقع Soccerway.com (الإنجليزية)
- ألكس بيرنجوير على موقع عالم كرة القدم.نت (الإنجليزية)
- ألكس بيرنجوير على موقع AS.com (الإسبانية)